# Портняжная мышца
Портня́жная мы́шца (лат. musculus sartorius) — мышца передней группы бедра. Является наиболее длинной мышцей человеческого организма.

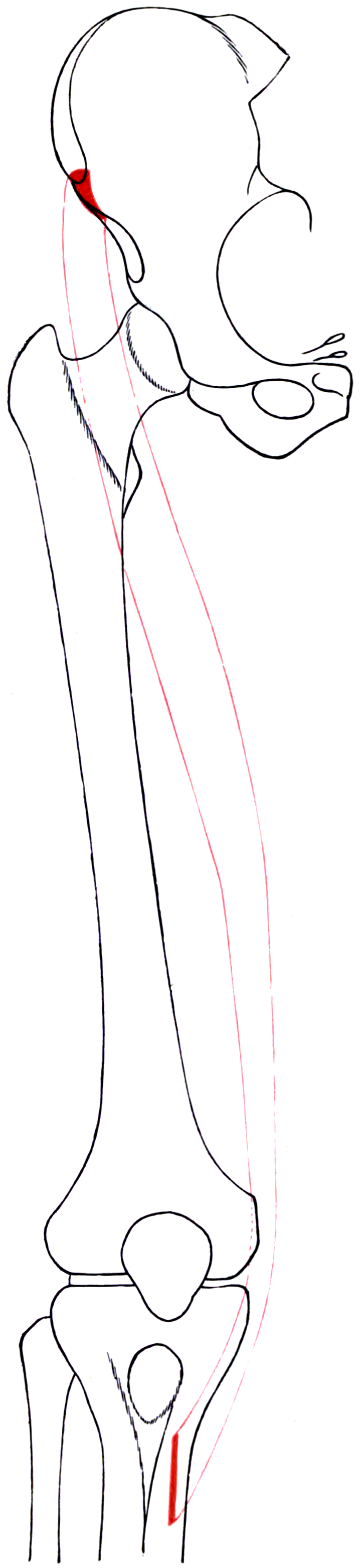
Места прикрепления и проекция правой портняжной мышцы

Начинается от передней верхней подвздошной ости подвздошной кости. Направляется от неё косо вниз. Располагаясь на передней поверхности бедра, мышца спиралеобразно направляется вниз, переходя на его внутреннюю поверхность, а затем, обогнув сзади медиальный надмыщелок, переходит на переднемедиальную поверхность голени.
Мышца переходит в плоское сухожилие, которое прикрепляется к бугристости большеберцовой кости, а некоторое число пучков вплетается в фасцию верхнего отдела голени. У места прикрепления мышцы образуются 2—3 подсухожильные сумки портняжной мышцы (лат. bursae subtendineae m. sartorii), которые отделяют сухожилие последней от сухожилий тонкой и полусухожильной мышц.
Её внутренний край является латеральной границей бедренного треугольника.

## Функция
Сгибает ногу в тазобедренном и коленном суставах: вращает голень внутрь, а бедро — наружу. Тем самым принимает участие в забрасывании ноги за ногу.Участвует в выпрямлении бедра, препятствует выворачиванию бедра внутрь во время приседаний.